# Clara Cheung Lin-kok
Clara Cheung Lin-kok, eller Clara Ho Tung, född 1875, död 1938, var en kinesisk filantrop och föreningsaktivist. 
Hon tillhörde en förmögen eurasisk affärsfamilj i Hongkong och var kusin till Margaret Maclean (Mak) (1865–1944), som var gift med Hongkongs rikaste man, Robert Hotung. År 1895 övertalades hon gifta sig med sin kusin Margarets make som andra-hustru (dock med samma rättigheter som den första), för att ge Hotung barn: hon födde också tio barn. När maken adlades 1915, fick de båda titeln Lady. 
Familjen Hotung levde ett kosmopolitiskt liv och besökte ofta Europa och USA och levde en blandad kinesisk-västerländsk livsstil: Clara gav barnen moraluppfostran i buddhism och konfucianism, men också en västerländsk skolgång för både söner och döttrar i moderna engelska skolor, och lät till och med döttrarna skriva in sig på Hongkong Universitet så fort dessa tillät kvinnliga elever år 1921. 
Under sina första år som gift ägnade hon sig helt åt familjelivet, men under senare år blev hon aktiv inom föreninglivet och spelade där en viktig roll. Hon och maken engagerade sig kraftigt i filantropi genom en fond de upprättade, och de mottogs också av president Chiang Kai-shek med vilken de samarbetade. 1937 blev hon vicepresident för Hong Kong Chinese National Women's Relief Association och engagerade sig i soldaternas välfärd under sino-japanska kriget. Hon lät också bilda en fond som grundade de första skolorna för icke-kristna kinesiska flickor i Hongkong.